# Полякова Марія Юріївна
Полякова Марія Юріївна (8 травня 1997) — російська стрибунка у воду.
Учасниця Олімпійських Ігор 2020 року.
Чемпіонка Європи з водних видів спорту 2018 року.
Призерка літньої Універсіади 2017 року.